# Rubén Jaramillo Lazo
Rubén Jaramillo Lazo är en ort i Mexiko.   Den ligger i kommunen Cárdenas och delstaten Tabasco, i den sydöstra delen av landet, 600 km öster om huvudstaden Mexico City. Rubén Jaramillo Lazo ligger 22 meter över havet och antalet invånare är 593.
Terrängen runt Rubén Jaramillo Lazo är mycket platt. Runt Rubén Jaramillo Lazo är det ganska tätbefolkat, med 155 invånare per kvadratkilometer. Närmaste större samhälle är Cárdenas, 10,0 km söder om Rubén Jaramillo Lazo. Trakten runt Rubén Jaramillo Lazo består till största delen av jordbruksmark.